# Пиетриш (Олт)
Пиетриш (рум. Pietriș) насеље је у Румунији у округу Олт у општини Балдовинешти. Oпштина се налази на надморској висини од 156 m.

## Становништво
Према подацима из 2002. године у насељу је живело 360 становника, од којих су сви румунске националности.